# 茜さんのお弁当
『茜さんのお弁当』（あかねさんのおべんとう）は、TBS系列で1981年10月21日 - 12月30日、毎週水曜日21時00分 - 21時55分（「水曜劇場」枠）に放送されたテレビドラマである。

## 概要
杉本哲太、嶋大輔の連続ドラマデビュー作であり、MIEもピンク・レディーの最初の解散後、初の連続テレビドラマ出演となった。嶋によれば、TBSプロデューサーの堀川とんこうは前番組の視聴率が伸び悩んだことからTBSから本作品について「なんでこんな（地味な）番組を作るのか」と言われていたが、放送が進むにつれ視聴率が上がり、その後伝説の番組と呼ばれるようになったという。堀川は、本作の主題について「非行少年の更生話がテーマ」に挙げており、杉本や嶋をキャステイングした理由については、ツッパリのリアリティがある少年を選んだと述べている。
嶋は、地方コンサートで観客に絡まれて負傷し、一部の回を松葉杖をついて出演している。

## あらすじ
茜の経営する仕出し弁当屋「あかね弁当」から突然、従業員が相次いで辞めてしまい、深刻な人手不足に陥ってしまう。困りかねた茜を見かねた従業員の渉は、少年院で知り合った、職もなくくすぶっているツッパリ4人を連れてくるが、4人とも曲者揃い。様々なトラブルを引き起こしながらも、茜ら従業員とぶつかり合いながら徐々に分かり合い打ち解けていく。

## 出演
- 西木茜：八千草薫
- 野口光：長山藍子
- 宮間京子：MIE
- 木村求一：中条静夫
- 土門渉：古尾谷雅人
- 石倉公一：嶋大輔
- 小林実：杉本哲太
- 立川信夫：柄沢次郎
- 平井俊：曽我泰久
- 宮間六郎：所ジョージ
- 石塚夕子：石原真理子
- 山田重一：矢崎滋
- 北村米夫：福崎和宏
- ユミ：渡辺麗
- 野田守：代田鑑之
- 中井高夫：諸星アツシ
- 中村：俵一
- 西崎：奥野匡
- 公一の母：野中マリ子
- 良太：伊東達広
- 源吉：辻シゲル
- 山形平吉：今井健二
- 野田治夫：橋爪功
- ロック・バンド：T.C.R横浜銀蝿R.S
- 石塚順次郎：川谷拓三
- 米持静：草笛光子
- 柳葉敏郎
- 木田：ケーシー高峰

## 主題歌
- 「ジェームス・ディーンのように」Johnny

## スタッフ
- 脚本：金子成人（全話担当）
- 演出：竹之下寛次、高畠豊
- プロデューサー：堀川とんこう
- 音楽：大谷和夫

## 放送日程
| 話数   | 放送日         | サブタイトル      | 演出       | ゲスト出演者 |
| ------ | -------------- | ----------------- | ---------- | ------------ |
| 第1回  | 1981年10月21日 | ツッパリ登場      | 竹之下寛次 |              |
| 第2回  | 1981年10月28日 | ホントのダチとは? | 竹之下寛次 |              |
| 第3回  | 1981年11月04日 | 家出常習          | 高畠豊     |              |
| 第4回  | 1981年11月11日 | 俺の甲子園        | 高畠豊     |              |
| 第5回  | 1981年11月18日 | 裏切りと別れ      | 竹之下寛次 |              |
| 第6回  | 1981年11月25日 | 嘘つきシュン      | 竹之下寛次 |              |
| 第7回  | 1981年12月02日 | おもかげ橋事件    | 高畠豊     |              |
| 第8回  | 1981年12月09日 | 信夫が女装した    | 高畠豊     |              |
| 第9回  | 1981年12月16日 | 姉ちゃんの縁談    | 高畠豊     |              |
| 第10回 | 1981年12月23日 | 免許証が欲しい    | 高畠豊     |              |
| 最終回 | 1981年12月30日 | ヨ・ロ・シ・ク!   | 高畠豊     |              |